# صندوق جمعیت سازمان ملل متحد
صندوق جمعیت سازمان ملل متحد (UNFPA) که از سال ۱۹۶۹ تأسیس شده‌است، بزرگترین منبع ذخیره مالی بین‌المللی برای برنامه‌های جمعیت، تنظیم خانواده و بهداشت تولید مثل است. این صندوق با دولت ها و سازمان‌های غیردولتی بسیاری در بیش از ۱۴۰ کشور جهان همکاری دارد.

## مبدأ
صندوق جمعیت سازمان ملل متحد (UNFPA) در سال ۱۹۶۹ تحت مدیریت صندوق توسعه سازمان ملل متحد، آغاز به کار کرد (نام این نهاد در سال ۱۹۸۷ عوض شد). در سال ۱۹۷۱این نهاد تحت اختیار مجمع عمومی سازمان ملل متحد قرار گرفت.

## حوزه عمل
صندوق جمعیت سازمان ملل متحد بزرگترین منبع چند ملیتی و برنامه بهداشت بارآوری می‌باشد.
این صندوق با دولت‌ها و سازمانهای غیردولتی در بیش از ۱۵۰ کشور کار می‌کند که با کمک جوامع بین‌المللی برنامه‌هایی را برای کمک به زنان، مردان و جوانان ارائه می‌دهد.

### این صندوق چگونه کار می‌کند
این صندوق در اشتراک با دولت‌ها، همراه با آژانس‌های سازمان ملل متحد، جوامع بین‌الملل، سازمان‌های غیردولتی، بنیادها و بخش‌های خصوصی کار می‌کند تا با بالا بردن آگاهی، کمک و حمایت‌های لازم برای پیش بردن اهدافش را برآورده کند تا حقوق و سلامتی زنان و جوانان را ارتقاء دهد.